# Homertweg
Der Homertweg (auch Homertroute genannt) ist ein 63,5 km langer Wanderweg im Sauerland im Kreis Olpe und im Hochsauerlandkreis, Nordrhein-Westfalen.
Der Weg verbindet den Ruhrhöhenweg mit dem Rothaarsteig. Er ist nach der Homert im Lennegebirge benannt, die auch Namensgeber für den Naturpark Homert war, und in etwa drei Tagesetappen zu bewältigen. Wegkennzeichen ist ein weißes „H“, das sich umrandet von einer weißen Raute auf schwarzem Untergrund befindet. 

## Verlauf
Der Homertweg beginnt im Tal der Ruhr bei Arnsberg und führt in südlicher Richtung zum Beispiel durch das Gemeindegebiet von Eslohe (z. B. Wenholthausen) und durch die Saalhauser Berge sowie durch das Gemeindegebiet von Lennestadt (z. B. Saalhausen) zum Rhein-Weser-Turm, der im Gemeindegebiet Kirchhundems auf dem Kamm des Rothaargebirges steht. Dabei verläuft er durch den Naturpark Sauerland-Rothaargebirge. 